# Zviad Gamsakhurdia

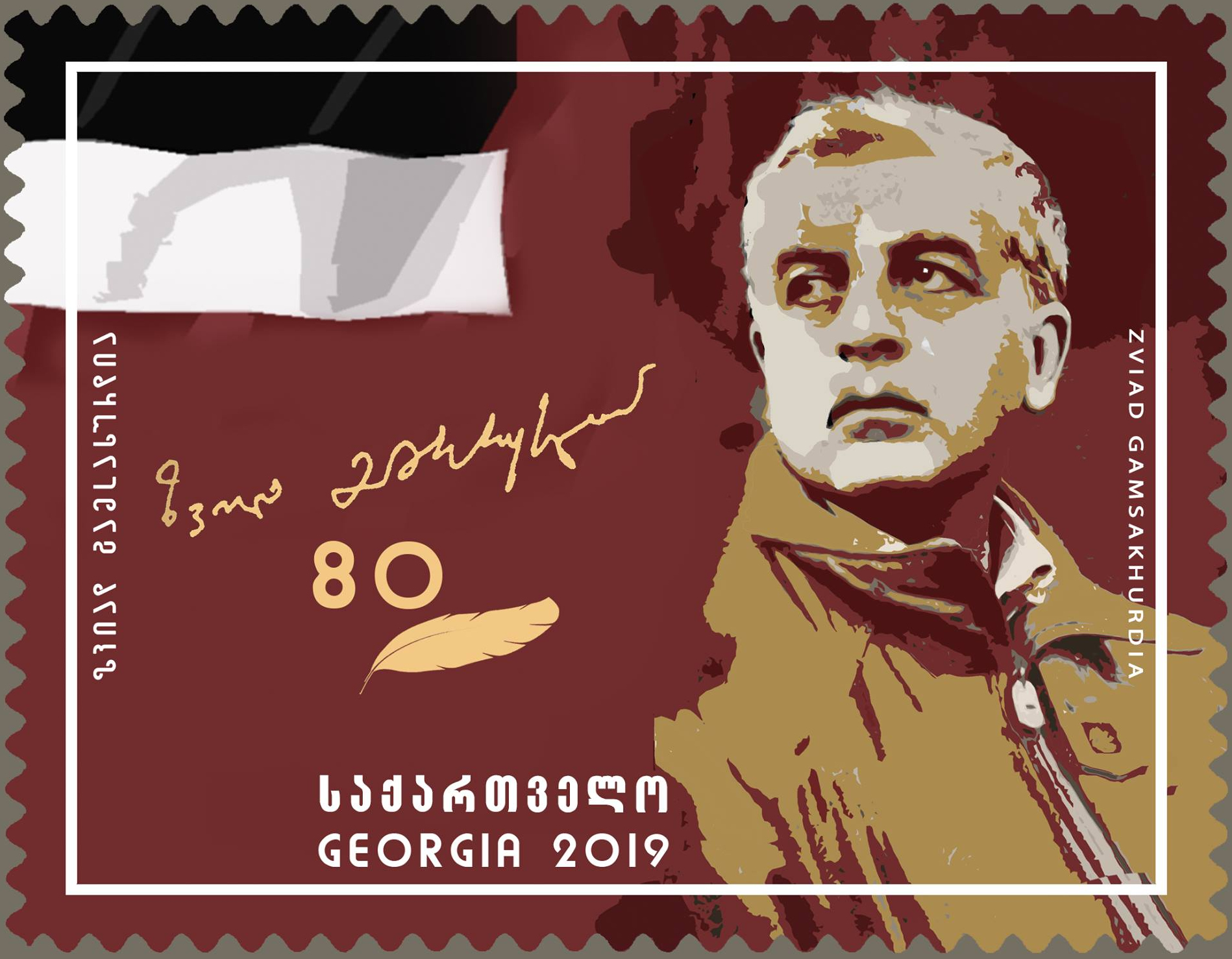
Selo georgiano de 2019 em homenagem ao ex-presidente. Ao fundo, está representada a bandeira nacional na época

Zviad Gamsakhurdia (em georgiano: ზვიად გამსახურდია, Tbilisi, 31 de março de 1939 — Khibula, 31 de dezembro de 1993) foi um dissidente, cientista e escritor georgiano, que se tornou, em 1991, o primeiro presidente eleito democraticamente na Geórgia após o país obter sua independência da União Soviética.
Está sepultado no Pantheon de Mtatsminda.